# 李文智
李文智（1977年2月21日—），臺灣美國籍男高音及假聲男高音聲樂家。19歲開始學習聲樂，演出曲目廣泛，涵蓋早期文藝復興、巴洛克、古典以及歌劇、神劇、音樂劇。曾獲得金曲獎最佳演唱獎。

## 早期
在台灣求學期間，李文智從來沒有正式受過音樂教育，直到2000年八月到美國就讀大學後，才開始正式的音樂教育，那年他已經24歲。在接受短短幾年的訓練後，便積極參與各地演出曾應邀與匹茲堡交響樂團、巴爾地摩交響樂團、巴爾地摩巴洛克樂團、波士頓文藝復興樂團以及琵琶地古樂團等合作演出，也曾應邀到英國倫敦西敏寺大教堂、華盛頓特區約翰·甘迺迪表演藝術中心演出。

## 近年
就讀大學期間，李文智開啟演出生涯，大華府地區頻繁地演出，包括歌劇或神劇中的獨唱。取得大學以及雙碩士文憑後，原本計畫繼續專注在演出工作上，也開啟了歐洲的演出事業。在2008年雷曼兄弟事件後，歌劇院倒閉，因此決定回學校進修博士。2009年，雪蘭多大學音樂院除了提供他全額獎學金外，還提供一個大學部的正式教職，因此開啟他的音樂劇教學之路。在求學生涯中，李文智從沒間斷過演出邀約，不管是在美洲、歐洲或是亞洲，也都會利用暑假學校休息期間回台灣自製演出節目《古樂琴聲系列音樂會》，創造不少場銷售一空的音樂會佳績。
在專輯出版方面，2002年發行第一張專輯「Famous Sacred Solos for Tenor & Countertenor」 過後，持續發行了「I have Dreamed from Renaissance to Broadway for Tenor & Countertenor」、「Stabat Mater 聖母悼歌]」、「Non e Tempo」、「Greensleeves 綠袖子」等十張專輯，也入圍了數次金曲獎獎項，包含最佳演唱獎、最佳專輯製作人獎、最佳創作獎、最佳宗教專輯獎。2015年，受奇美創辦人許文龍邀請，合作出版巴洛克音樂專輯「The Lost Gems 遺落的珍珠」，同樣由李文智創辦的皮耶托古樂團（Pietro Ensemble di Musica）在瑞士完成錄製。
2013年，受國家兩廳院邀請回台灣製作「絕代美聲」假聲男高音獨唱音樂會。
在2012博士畢業之後，除了持續的在歐美演出外，也經常受邀回台灣的大學音樂系舉辦大師班，例如國立臺北藝術大學、臺北市立大學等。流行音樂製作人馬毓芬也邀請他擔任陶晶瑩的歌唱老師，從而受到陶晶瑩推薦，到《華人星光大道3》擔任老師，之後開始活躍於流行音樂界。除了在綜藝節目上擔任來賓，偶而也會和歌手在節目上演出，例如：戴愛玲-綜藝大熱門、Hebe-夢想的聲音等。目前是浙江衛視《誰是大歌神》的歌唱總監，曾擔任《橘子20星光大道》歌唱總監，也是安心亞、丁噹、戴愛玲、艾怡良、劉若英、張宇、黃韻玲、Lulu、陸瑤、金莎、陳楚生、朱俐靜等歌手的老師，還有從新加坡、香港、日本等地前來學習的歌手。2017年也與電視鬼才王偉忠合作全民大劇團的新作品室友擔任音樂設計，以爵士樂最為整齣戲劇的音樂設計，也帶領爵士樂團做為現場即興演奏。

## 獲獎與榮譽
李文智與里昂·弗萊雪、馬友友、帕爾曼、哈恩同為傑出藝術家理事會（Distinguished Artist Council）成員。2011年10月，獲得約翰·霍普金斯大學頒給傑出校友的「普世知識貢獻獎」（Knowledge for the World Award），以表揚其在國際舞台上之卓越成就，為首位獲頒此獎的台灣籍校友 。

## 專輯
- 《Famous Sacred Solos for Tenor & Countertenor》（2002）
- 《I Have Dreamed: From Renaissance to Broadway for Tenor & Countertenor》（2005）
- 《聖詩之美：聖詩專輯》（2007）
- 《Stabat Mater 聖母哀悼曲》（2008）；凌軒企業社
- 《Non e tempo》（2011）
- 《古樂琴聲 Sounds of the Renaissance》（2011，DVD）；琵琶地古樂團
- 《聖詩之美 II：頌主新歌—浸信會中文詩歌專輯》（2012）
- 《聖詩之美 III：台灣長老教會台語聖詩專輯》（2012）
- 《Greensleeves 綠袖子》（2014）
- 《The Lost Gems 遺落的珍珠》（2017）；奇美博物館

## 外部連結
- 官方网站
- 百變男高音的華麗轉身--聲樂家 李文智[永久]
- 陶晶瑩引薦「假聲男高音」李文智老師 授課華星選手[永久]
- 田馥甄&李文智〈無與倫比的美麗〉 （页面存档备份，存于）
- 20岁开始练习声乐，他却成了罗志祥和刘若英的老师 （页面存档备份，存于）
- 重現閹伶時代風華 - 假聲男高音李文智的絕代美聲 （页面存档备份，存于）